# Pamela Mountbatten
 (septembre 2021).
Si vous disposez d'ouvrages ou d'articles de référence ou si vous connaissez des sites web de qualité traitant du thème abordé ici, merci de compléter l'article en donnant les références utiles à sa vérifiabilité et en les liant à la section « Notes et références ».
Pamela Mountbatten, de son nom d'épouse Pamela Hicks, née le 19 avril 1929 à Barcelone, en Espagne est une aristocrate et mémorialiste britannique. Elle est la fille cadette de Lord Louis Mountbatten, et l'épouse de David Nightingale Hicks.

## Famille
Lady Pamela Carmen Louise Mountbatten est la fille de lord Louis Mountbatten (1900-1979), comte Mountbatten de Birmanie, et de son épouse Edwina Ashley (1900-1960). Par son père, elle est donc la petite-fille du prince Louis de Battenberg (1854-1921), marquis de Milford Haven, et de la princesse Victoria de Hesse-Darmstadt (1863-1950) tandis que, par sa mère, elle descend de Wilfrid Ashley (1867-1939), baron Mount Temple, et d'Amalia Cassel (1880-1911).
Elle est la filleule du roi Alphonse XIII et du Duc de Kent.
Le 13 janvier 1960, elle épouse, à Romsey, le décorateur David Nightingale Hicks (1929-1998), fils d'Herbert Hicks et d'Iris Elsie Platten. De ce mariage, naissent 3 enfants (1 fils et 2 filles) :
- Edwina Victoria Louise Hicks (née en 1961) ;
- Ashley Louis David Hicks (né en 1963) ;
- India Amanda Caroline Hicks (née en 1967).

## Biographie
En 1947, Lady Pamela accompagne ses parents au moment où ceux-ci sont placés à la tête de l'Inde. Elle assiste alors à la partition de l'Inde.
Son père Louis Mountbatten meurt assassiné le 27 août 1979 dans l’explosion de son bateau Shadow V (une bombe télécommandée de 23 kg avait été placée près du moteur de l'embarcation), dans la baie de Donegal (Mullaghmore, Irlande). Nicholas Knatchbull (14 ans), petit-fils de Lord Mountbatten et fils de Patricia Mountbatten meurt également ainsi qu'un jeune garçon originaire du comté de Fermanagh, Paul Maxwell (15 ans), membre de l'équipage.
Les parents de Nicholas, sa mère (Lady Patricia, fille aînée de Lord Mountbatten et sœur de Pamela Mountbatten), son père (John Knatchbull), sa grand-mère paternelle Lady Brabourne ainsi que son frère jumeau (Timothy) sont grièvement blessés. Âgée de 83 ans, sa grand-mère meurt le lendemain.

## Dans la culture
Le personnage de Lady Pamela est interprété par l'actrice Lily Travers dans le film Le Dernier Vice-Roi des Indes (2017).

## Publications
Lady Pamela est l'auteure de deux ouvrages :
- India Remembered: A Personal Account of the Mountbattens During the Transfer of Power, Pavilion Books, 2007  (ISBN 978-1-86205-759-3)
- Daughter of Empire: Life as a Mountbatten, Weidenfeld & Nicolson, 2012  (ISBN 978-0297864820)